# Mõntu
Mõntu (Duits: Mento) is een spookdorp in de Estlandse gemeente Saaremaa, provincie Saaremaa. De plaats heeft nog steeds de status van dorp (Estisch: küla), maar telde al in 2011 geen inwoners meer. In 2021 was het aantal inwoners ‘< 4’.
Tot in oktober 2017 lag Mõntu in de gemeente Torgu. In die maand ging Torgu op in de fusiegemeente Saaremaa.
Mõntu ligt aan de oostkust van het schiereiland Sõrve, onderdeel van het eiland Saaremaa. De plaats heeft een haven, die in de Eerste Wereldoorlog is aangelegd voor de Russische Marine. Na de Tweede Wereldoorlog werd de haven uitgediept, zodat onderzeeërs er gebruik van konden maken.

## Geschiedenis
In de tweede helft van de 17e eeuw werd een landgoed Mõntu gesticht. Een dorp Mento werd voor het eerst genoemd in 1645. Op het eind van de 19e eeuw ging het landgoed van Mõntu op in een landgoed Olbrüki. In 1977 werd Mõntu bij het buurdorp Mäebe gevoegd. In 1997 werd het weer een zelfstandig dorp.